# Lilium formosanum

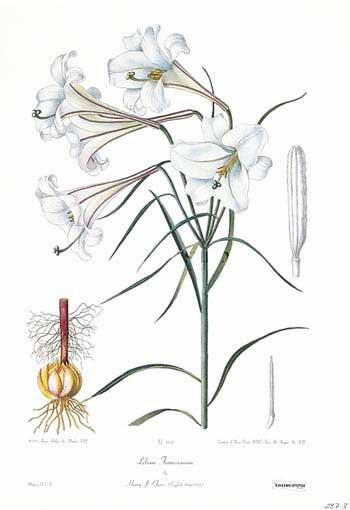
Lilium formosanum (ilustração).

Lilium formosanum (em chinês: 台湾百合 ) é uma espécie de planta herbácea perene com flor, pertencente à família Liliaceae. A espécie tem a altura variando entre 0,6-2,0 m e floresce a uma altitude a partir do nível do mar até 3 500 m.
A planta é nativa da Ilha Formosa, como ocorrências em Zimbabwe, Malawi, Quénia, Tanzânia e Madagáscar. Na Austrália, Hawaii e África do Sul é considerado como erva daninha.